# Heinrich Schomburgk
Heinrich Georg Schomburgk (* 23. Juni 1885 in Connewitz; † 26. März 1965 in Eppstein) war ein deutscher Fußball- und Tennisspieler sowie Sportfunktionär im NS-Staat.

## Leben
Heinrich Schomburgk war der Sohn des Leipziger Unternehmers Heinrich Georg Schomburgk und seiner Frau Doris Eugenie, geborene Heine, Tochter des Leipziger Industriepioniers Carl Erdmann Heine. Heinrichs Bruder Wilhelm, ein Anwalt, war von 1934 bis 1937 Präsident des Deutschen Tennis Bundes. Außerdem war er der Gründer der Großen Schomburgk-Spiele, die bis heute als Turnier für Senioren ausgetragen werden.
Deutsche internationale Meistertitel errang Schomburgk 1908 im Herrendoppel, 1913 im Herreneinzel und im gemischten Doppel (wieder mit Dora Köring) sowie 1922 im Herrendoppel und im gemischten Doppel (mit seiner Ehefrau Toni Schomburgk, geborene Mettenheimer), die jeweils in Hamburg ausgetragen wurden Bei den nationalen Meisterschaften gewann er einzig 1910 den Titel im Einzel. In Wimbledon ging er einzig 1906 im Einzel und Herrendoppel an den Start, als er in der dritten bzw. zweiten Runde verlor.
Er gewann zusammen mit der Dresdnerin Dora Köring bei den Olympischen Spielen 1912 in Stockholm die Goldmedaille im Mixed, nachdem sie nur zwei Matches bestreiten mussten. Für die Siegerehrung war Schomburgk bestens vorbereitet, er hatte eigens einen Zylinder dafür mitgenommen. Bei den Spielen 1908 verlor er schon in der ersten Runde im Rasen-Einzel.
In seiner erfolgreichsten Sportart, dem Tennis, war der Leipziger Sport-Club seine sportliche Heimat. Da Schomburgk sportlich sehr vielseitig war, spielte er neben Tennis zusammen mit seinem Bruder Wilhelm noch als Linksaußen Fußball beim VfB Leipzig, der damals zur Spitze im deutschen Fußball zählte. 1906 wurde er mit dem Verein dritter Deutscher Fußballmeister, ohne jedoch selbst einen Einsatz bei der Endrunde absolviert zu haben.
Am 22. Juni 1933 wurde er für den Deutschen Tennis- und Hockeyverband vom Reichssportkommissar zum Mitglied des Reichsführerrings des deutschen Sports ernannt.